# Gerson Goldhaber
Gerson Goldhaber (* 20. Februar 1924 in Chemnitz; † 19. Juli 2010 in Berkeley, Kalifornien) war ein US-amerikanischer experimenteller Teilchenphysiker und Astrophysiker.
Goldhaber studierte an der Hebräischen Universität in Jerusalem (Master-Abschluss 1947) und an der University of Wisconsin–Madison, wo er 1950 promovierte. Danach war er bis 1953 Instructor an der Columbia University in New York. Ab 1953 war er in Berkeley, wo er 1957/59 (sowie 1975/76, 1984/85) Forschungs-Professor am Miller Institute for Basic Research war.
1960/61 war er als Fellow der Ford Foundation am CERN in Genf und ab 1962 am Lawrence Berkeley National Laboratory, wo er mit George Trilling bis 1991 eine Gruppe in experimenteller Teilchenphysik leitete. 1972/73 war er als Guggenheim Fellow am ISR-Speicherring des CERN. Am SLAC baute er in den 1960er Jahren mit anderen den SLAC-LBL Solenoidal Magnetic Detector. Mitte der 1970er Jahre entdeckte er D-Mesonen, das heißt die leichtesten Mesonen mit einem Charm-Quark, am Spear-Speicherring in Stanford, wo zuvor Burton Richter das Charm-Quark entdeckte, was damit bestätigt wurde.
Seit 1991 war er Professor Emeritus in Berkeley. Seit 1990 arbeitete er mit Saul Perlmutter an der Entfernungsbestimmung mit weit entfernten Supernovae, ein Projekt das zur Entdeckung der beschleunigten Expansion des Universums führte und zur Bestimmung der kosmologischen Konstante. Er war zuletzt am Supernova Cosmology Project des Lawrence Berkeley National Laboratory beteiligt.
1977 wurde er kalifornischer Wissenschaftler des Jahres. 1976/77 war er Loeb-Lecturer in Harvard. 1991 erhielt er den Panofsky-Preis. 1977 wurde er Fellow der National Academy of Sciences, 1991 der American Academy of Arts and Sciences. Er war außerdem Mitglied der Schwedischen Akademie der Wissenschaften. Er war Fellow der American Physical Society und war Ehrendoktor der Universität Stockholm (1986).

## Verweise
1. 1 2  Goldhaber, Gerson - Author profile. INSPIRE-HEP, abgerufen am 18. Juli 2019.
2. ↑  die bisher weitest entfernte Supernova entdeckten sie 1998, 9 Milliarden Lichtjahre Abstand

| Personendaten    | Personendaten              |
| ---------------- | -------------------------- |
| NAME             | Goldhaber, Gerson          |
| KURZBESCHREIBUNG | US-amerikanischer Physiker |
| GEBURTSDATUM     | 20. Februar 1924           |
| GEBURTSORT       | Chemnitz                   |
| STERBEDATUM      | 19. Juli 2010              |
| STERBEORT        | Berkeley                   |